# Islote (Arecibo)
Islote es un barrio ubicado en el municipio de Arecibo en el estado libre asociado de Puerto Rico. En el Censo de 2010 tenía una población de 5665 habitantes y una densidad poblacional de 227,08 personas por km².

## Geografía
Islote se encuentra ubicado en las coordenadas 18°28′49″N 66°38′48″O / 18.48028, -66.64667. Según la Oficina del Censo de los Estados Unidos, Islote tiene una superficie total de 24.95 km², de la cual 18.85 km² corresponden a tierra firme y (24.45%) 6.1 km² es agua.

## Demografía
Según el censo de 2010, había 5665 personas residiendo en Islote. La densidad de población era de 227,08 hab./km². De los 5665 habitantes, Islote estaba compuesto por el 83.74% blancos, el 6.21% eran afroamericanos, el 0.6% eran amerindios, el 0.05% eran asiáticos, el 6.2% eran de otras razas y el 3.2% pertenecían a dos o más razas. Del total de la población el 99.01% eran hispanos o latinos de cualquier raza.